# Nariyama Yuji
Yuji Nariyama (sinh ngày 20 tháng 5 năm 1971) là một cầu thủ bóng đá người Nhật Bản.

## Sự nghiệp câu lạc bộ
Yuji Nariyama đã từng chơi cho Kyoto Purple Sanga.